# صن أو إس
صن أو.إس (بالإنجليزية: SunOS)‏ هو أحد إصدارات نظام التشغيل يونكس (UNIX)، وطورته صن مايكروسيستمز ليعمل على أنظمة الخوادم ومحطات العمل التي تنتجها صن. يستخدم الاسم صن أو.إس عادة للإشارة إلى النسخ من 1.0 حتى 4.1.4، والتي كانت مبنية على نظام توزيعة برمجيات بيركلي يونكس. أما أنظمة SunOS بدءا من النسخة 5.0 وما بعدها، والمبنية على نظام يونكس 5 الإصدارة 4، فإنه سوّق بالعلامة التجارية سولاريس.